# Коксохімія
Коксохімія (коксохімічне виробництво) — комплекс хімічних виробництв, пов'язаних із коксуванням кам'яного вугілля та переробкою хімічних продуктів коксування. Внаслідок очищення і переробки коксового газу, кам'яновугільної смоли, аміачної води тощо добувають висококалорійне газове паливо для промислових печей, азотовмісне добриво — сульфат амонію, сірку або сірководень і велику групу органічних сполук — цінну сировину для хімічної промисловості.